# Superliga Brasileira de Voleibol Feminino de 2016–17 - Série A
A Superliga Brasileira de Voleibol Feminino de 2016–17 - Série A é a 23ª edição desta competição organizada pela Confederação Brasileira de Voleibol através da Unidade de Competições Nacionais. Também é a 39ª edição do Campeonato Brasileiro de Voleibol Feminino, a principal competição entre clubes de voleibol feminino do Brasil. Participaram do torneio doze equipes provenientes de quatro estados brasileiros (São Paulo, Rio de Janeiro, Minas Gerais e Santa Catarina) e do Distrito Federal. Edição vencida pela equipe carioca do Rexona-Sesc/RJ e atleta vice-camoeã Tandara Caixeta foi a Maior Pontuadora da competição com 430 pontos.

## Regulamento
A fase classificatória da competição foi disputada por doze equipes em dois turnos. Em cada turno, todos os times jogaram entre si uma única vez. Os jogos do segundo turno foram realizados na mesma ordem do primeiro, apenas com o mando de quadra invertido.
Os oito clubes primeiros colocados se classificaram para os play-offs. Nesta fase, a vitória por 3-0 ou 3-1 garantiu três pontos para o ganhador e nenhum ponto para o perdedor. Já com o placar de 3-2, o ganhador da partida somou dois pontos e o perdedor um. Os dois últimos colocados foram rebaixados para a Série B 2018.
Na seguinte ordem foram os critérios de desempate:número de vitórias,sets average, pontos average; confronto direto (no caso de empate entre duas equipes) e por último sorteio.Os play-offs foram divididos em três fases - quartas-de-final, semi-finais e final.
Nas quartas-de-final houve um cruzamento entre as equipes com os melhores índices técnicos seguindo a lógica: 1ª x 8ª (A); 2ª x 7ª(B); 3ª x 6ª(C) e 4ª x 5ª(D). Estas jogaram partidas em melhor de 3 (jogos), sendo um mando de campo para cada e o jogo de desempate, caso necessário, no ginásio da equipe com o melhor índice técnico da fase classificatória.
As semifinais foram disputadas pelas equipes que passaram das quartas-de-final, seguindo a lógica: vencedora do duelo A x vencedora do duelo D; vencedora do duelo B x vencedora do duelo C. Estas jogaram novamente partidas em melhor de 3 (jogos), sendo um mando de campo para cada e o jogo de desempate, caso necessário, no ginásio da equipe com o melhor índice técnico da fase classificatória.
As vencedoras se classificaram para a final, que foi disputada em jogo único no estado do primeiro colocado da fase classificatória. A terceira e a quarta colocações foram definidas pelo melhor índice técnico da fase classificatória.
Os sets do torneio foram disputados até 25 pontos com a diferença mínima de dois pontos (com exceção do quinto set, que foi vencido pela equipe que fizesse 15 pontos com pelo menos dois de diferença). Ocorreram paradas técnicas no 8º e no 16º pontos da equipe que primeiro os alcançaram.

## Equipes participantes
Doze equipes disputaram o título da Superliga Feminina de 2016/2017 - Série A. São elas:
| Equipe Nome fantasia                            | Ginásio Cidade                   | Capacidade | Temporada 2015/2016             |
| ----------------------------------------------- | -------------------------------- | ---------- | ------------------------------- |
| Rio de Janeiro VC Rexona Sesc Rio               | Tijuca TC Rio de Janeiro         | 3 000      | 1º                              |
| SESI-SP SESI São Paulo                          | Sesi Vila Leopoldina São Paulo   | 800        | 7º                              |
| Osasco VC Vôlei Nestlé Osasco                   | José Liberatti Osasco            | 4 500      | 4º                              |
| Praia Clube Dentil Praia Clube                  | Oranides Nascimento Uberlândia   | 1 730      | 2º                              |
| EC Pinheiros                                    | Henrique Villaboim São Paulo     | 1 100      | 8º                              |
| São Caetano São Cristóvão Saúde/São Caetano     | Lauro Gomes São Caetano do Sul   | 5 000      | 9º                              |
| IAV Brasília Brasília Vôlei                     | Sesi Taguatinga Taguatinga       | 1 150      | 5º                              |
| Fluminense Fluminense Vôlei                     | Ginásio Hebraica Rio de Janeiro  | 1 000      | 1º (Torneio Seletivo Superliga) |
| Minas Tênis Clube Camponesa/Minas               | Arena JK Belo Horizonte          | 3 650      | 3º                              |
| Rio do Sul Vôlei Rio do Sul/Equibrasil          | Artenir Werner Rio do Sul        | 1 500      | 6º                              |
| Vôlei Bauru Genter/Vôlei Bauru                  | Panela de Pressão Bauru          | 2 000      | 10º                             |
| CC Valinhos Renata/Valinhos Country             | Pedro Ezequiel da Silva Valinhos | 3 500      | 11º, Convidado                  |
| AFAV Araraquara[DES] Voleibol Nestlé Araraquara | Ginásio Gigantão Araraquara      | 5 000      | 1º (Série B)                    |

Nota
DES ^  Equipe desistiu da participação  do torneio, surgindo o convite por parte da CBV para o CC Valinhos

## Fase classificatória

### Classificação
- Vitória por 3 sets a 0 ou 3 a 1: 3 pontos para o vencedor;
- Vitória por 3 sets a 2: 2 pontos para o vencedor e 1 ponto para o perdedor.
- Não comparecimento, a equipe perde 2 pontos.
- Em caso de igualdade por pontos, os seguintes critérios servem como desempate: número de vitórias, média de sets e média de pontos.

|  |                                                 |
|  | Equipes classificadas para às quartas-de-final. |
|  | Rebaixadas para a Série B 2018.                 |

|     |                                 |     | Jogos | Jogos | Jogos | Resultados | Resultados | Resultados | Resultados | Resultados | Resultados | Sets | Sets | Sets  | Pontos | Pontos | Pontos |
| Pos | Equipe                          | Pts | T     | V     | D     | 3–0        | 3–1        | 3–2        | 2–3        | 1–3        | 0–3        | V    | P    | R     | V      | P      | R      |
| --- | ------------------------------- | --- | ----- | ----- | ----- | ---------- | ---------- | ---------- | ---------- | ---------- | ---------- | ---- | ---- | ----- | ------ | ------ | ------ |
| 1   | Rexona-Sesc                     | 61  | 22    | 21    | 1     | 11         | 7          | 3          | 1          | 0          | 0          | 65   | 16   | 4.063 | 1927   | 1569   | 1.228  |
| 2   | Vôlei Nestlé Osasco             | 51  | 22    | 17    | 5     | 11         | 4          | 2          | 2          | 1          | 2          | 56   | 23   | 2.435 | 1879   | 1595   | 1.178  |
| 3   | Dentil/Praia Clube              | 50  | 22    | 17    | 5     | 10         | 5          | 2          | 1          | 1          | 3          | 54   | 24   | 2.250 | 1813   | 1617   | 1.121  |
| 4   | Camponesa/Minas                 | 42  | 22    | 15    | 7     | 8          | 4          | 3          | 0          | 4          | 3          | 49   | 31   | 1.581 | 1860   | 1641   | 1.133  |
| 5   | Genter/Vôlei Bauru              | 40  | 21    | 13    | 8     | 6          | 6          | 1          | 2          | 3          | 3          | 46   | 32   | 1.438 | 1852   | 1785   | 1.038  |
| 6   | Terracap/BRB/Brasília Vôlei     | 37  | 22    | 13    | 9     | 7          | 3          | 3          | 1          | 4          | 4          | 45   | 36   | 1.250 | 1841   | 1774   | 1.038  |
| 7   | Fluminense                      | 33  | 22    | 11    | 11    | 5          | 4          | 2          | 2          | 3          | 6          | 40   | 41   | 0.976 | 1790   | 1767   | 1.013  |
| 8   | E.C.Pinheiros                   | 32  | 22    | 10    | 12    | 5          | 3          | 2          | 4          | 3          | 5          | 41   | 43   | 0.953 | 1816   | 1836   | 0.989  |
| 9   | São Cristóvão Saúde/São Caetano | 20  | 22    | 6     | 16    | 5          | 0          | 1          | 3          | 2          | 11         | 26   | 50   | 0.520 | 1542   | 1750   | 0.881  |
| 10  | Rio do Sul                      | 17  | 22    | 5     | 17    | 3          | 1          | 1          | 3          | 3          | 11         | 24   | 54   | 0.444 | 1581   | 1797   | 0.880  |
| 11  | Sesi-SP                         | 7   | 22    | 2     | 20    | 1          | 1          | 0          | 1          | 7          | 12         | 15   | 61   | 0.246 | 1466   | 1825   | 0.803  |
| 12  | Renata Valinhos/Country         | 6   | 22    | 2     | 20    | 0          | 0          | 2          | 2          | 6          | 12         | 16   | 64   | 0.250 | 1502   | 1913   | 0.785  |

### Confrontos
|                                     | REX | SES | VON | DPC | ECP | SCS | BSB | FLU | CMT | RDS | AVB | RVC | Pos |
| REX Rexona-SESC                     |     | 3-0 | 3-1 | 3-2 | 3-2 | 3-0 | 3-1 | 3-1 | 3-1 | 3-0 | 3-1 | 3-0 | 1º  |
| SES SESI-SP                         | 0-3 |     | 0-3 | 0-3 | 0-3 | 2-3 | 1-3 | 0-3 | 0-3 | 1-3 | 1-3 | 3-1 | 11º |
| VON Vôlei Nestlé Osasco             | 3-2 | 3-0 |     | 3-0 | 3-1 | 3-1 | 3-1 | 3-2 | 3-0 | 3-0 | 3-0 | 3-0 | 2º  |
| DPC Dentil Praia Clube              | 0-3 | 3-0 | 3-2 |     | 3-0 | 3-2 | 0-3 | 3-0 | 3-1 | 3-0 | 3-0 | 3-0 | 3º  |
| ECP EC Pinheiros                    | 0-3 | 3-1 | 3-2 | 0-3 |     | 3-0 | 0-3 | 1-3 | 3-0 | 3-1 | 2-3 | 2-3 | 8º  |
| SCS São Cristóvão Saúde/São Caetano | 2-3 | 3-0 | 0-3 | 0-3 | 0-3 |     | 3-0 | 0-3 | 0-3 | 3-0 | 1-3 | 3-0 | 9º  |
| BSB Terracap Brasília Vôlei         | 0-3 | 3-0 | 3-0 | 1-3 | 2-5 | 3-2 |     | 3-1 | 1-3 | 3-2 | 3-1 | 3-0 | 6º  |
| FLU Fluminense                      | 0-3 | 3-1 | 0-3 | 1-3 | 3-2 | 3-0 | 0-3 |     | 2-3 | 3-0 | 3-2 | 3-1 | 7º  |
| CMT Camponesa Minas                 | 1-3 | 3-1 | 3-0 | 3-1 | 3-0 | 3-0 | 0-3 | 3-0 |     | 3-0 | 3-2 | 3-0 | 4º  |
| RDS Rio do Sul Vôlei                | 0-3 | 3-0 | 0-3 | 0-3 | 1-3 | 3-0 | 3-0 | 1-3 | 2-3 |     | 0-3 | 2-3 | 10º |
| AVB Vôlei Bauru                     | 1-3 | 3-0 | 1-3 | 0-3 | 3-1 | 3-0 | 3-0 | 3-0 | 3-1 | 3-0 |     | 3-1 | 5º  |
| RVC Renata Valinhos Country         | 0-3 | 0-3 | 0-3 | 1-3 | 0-3 | 0-3 | 2-3 | 0-3 | 1-3 | 2-3 | 1-3 |     | 12º |

## Playoffs
|  | Quartas-de-final                  | Quartas-de-final                  | Quartas-de-final                  | Quartas-de-final                  | Quartas-de-final                  | Quartas-de-final                  | Quartas-de-final                  |                     |                 | Semifinais                        | Semifinais                        | Semifinais                        | Semifinais                        | Semifinais                        | Semifinais                        | Semifinais                        |  |  | Final               | Final               | Final               |
|  | 16 de março à 25 de março de 2017 | 16 de março à 25 de março de 2017 | 16 de março à 25 de março de 2017 | 16 de março à 25 de março de 2017 | 16 de março à 25 de março de 2017 | 16 de março à 25 de março de 2017 | 16 de março à 25 de março de 2017 |                     |                 | 31 de março à 14 de abril de 2017 | 31 de março à 14 de abril de 2017 | 31 de março à 14 de abril de 2017 | 31 de março à 14 de abril de 2017 | 31 de março à 14 de abril de 2017 | 31 de março à 14 de abril de 2017 | 31 de março à 14 de abril de 2017 |  |  | 23 de abril de 2017 | 23 de abril de 2017 | 23 de abril de 2017 |
|  |                                   |                                   |                                   |                                   |                                   |                                   |                                   |                     |                 |                                   |                                   |                                   |                                   |                                   |                                   |                                   |  |  |                     |                     |                     |
|  | 1º                                | Rexona-SESC                       | 3                                 | 3                                 | -                                 |                                   |                                   |                     |                 |                                   |                                   |                                   |                                   |                                   |                                   |                                   |  |  |                     |                     |                     |
|  | 8º                                | EC Pinheiros                      | 1                                 | 0                                 | -                                 |                                   |                                   |                     |                 |                                   |                                   |                                   |                                   |                                   |                                   |                                   |  |  |                     |                     |                     |
|  | 8º                                | EC Pinheiros                      | 1                                 | 0                                 | -                                 |                                   | 1º                                | Rexona-SESC         | 3               | 1                                 | 2                                 | 3                                 | 3                                 |                                   |                                   |                                   |  |  |                     |                     |                     |
|  |                                   |                                   |                                   |                                   |                                   |                                   |                                   | Rexona-SESC         | 3               | 1                                 | 2                                 | 3                                 | 3                                 |                                   |                                   |                                   |  |  |                     |                     |                     |
|  |                                   | 4º                                | Camponesa Minas                   | 0                                 | 3                                 | 3                                 | 1                                 | 1                   |                 |                                   |                                   |                                   |                                   |                                   |                                   |                                   |  |  |                     |                     |                     |
|  | 4º                                | 4º                                | Camponesa Minas                   | 0                                 | 3                                 | 3                                 | 1                                 | 1                   | Camponesa Minas | 3                                 | 3                                 | -                                 |                                   |                                   |                                   |                                   |  |  |                     |                     |                     |
|  | 4º                                |                                   |                                   |                                   |                                   |                                   |                                   |                     | Camponesa Minas | 3                                 | 3                                 | -                                 |                                   |                                   |                                   |                                   |  |  |                     |                     |                     |
|  | 5º                                | Vôlei Bauru                       | 2                                 | 0                                 | -                                 |                                   |                                   |                     |                 |                                   |                                   |                                   |                                   |                                   |                                   |                                   |  |  |                     |                     |                     |
|  |                                   |                                   |                                   |                                   |                                   |                                   |                                   |                     |                 |                                   |                                   |                                   |                                   |                                   |                                   |                                   |  |  | 1º                  | Rexona-SESC         | 3                   |
|  |                                   |                                   | 2º                                | Vôlei Nestlé Osasco               | 2                                 |                                   |                                   |                     |                 |                                   |                                   |                                   |                                   |                                   |                                   |                                   |  |  |                     |                     |                     |
|  | 2º                                | Vôlei Nestlé Osasco               | 3                                 | 3                                 | -                                 |                                   |                                   |                     |                 |                                   |                                   |                                   |                                   |                                   |                                   |                                   |  |  |                     |                     |                     |
|  | 7º                                | Fluminense                        | 0                                 | 0                                 | -                                 |                                   |                                   |                     |                 |                                   |                                   |                                   |                                   |                                   |                                   |                                   |  |  |                     |                     |                     |
|  | 7º                                | Fluminense                        | 0                                 | 0                                 | -                                 |                                   | 2º                                | Vôlei Nestlé Osasco | 3               | 3                                 | 3                                 |                                   |                                   |                                   |                                   |                                   |  |  |                     |                     |                     |
|  |                                   |                                   |                                   |                                   |                                   |                                   |                                   | Vôlei Nestlé Osasco | 3               | 3                                 | 3                                 |                                   |                                   |                                   |                                   |                                   |  |  |                     |                     |                     |
|  |                                   | 3º                                | Dentil Praia Clube                | 1                                 | 0                                 | 1                                 |                                   |                     |                 |                                   |                                   |                                   |                                   |                                   |                                   |                                   |  |  |                     |                     |                     |
|  | 3º                                | 3º                                | Dentil Praia Clube                | 1                                 | 0                                 | 1                                 | Dentil Praia Clube                | 3                   | 0               | 3                                 |                                   |                                   |                                   |                                   |                                   |                                   |  |  |                     |                     |                     |
|  | 3º                                |                                   |                                   |                                   |                                   |                                   | Dentil Praia Clube                | 3                   | 0               | 3                                 |                                   |                                   |                                   |                                   |                                   |                                   |  |  |                     |                     |                     |
|  | 6º                                | Terracap Brasília Vôlei           | 1                                 | 3                                 | 1                                 |                                   |                                   |                     |                 |                                   |                                   |                                   |                                   |                                   |                                   |                                   |  |  |                     |                     |                     |

## Classificação final
| Posição           | Equipe                              | Classificação/rebaixamento                                      |
| ----------------- | ----------------------------------- | --------------------------------------------------------------- |
| Medalha de ouro   | REX Rexona-SESC                     | Sul-Americano de Clubes de 2018 · Superliga 2017/2018 - Série A |
| Medalha de prata  | VON Vôlei Nestlé Osasco             | Superliga 2017/2018 - Série A                                   |
| Medalha de bronze | DPC Dentil Praia Clube              | Superliga 2017/2018 - Série A                                   |
| 4                 | CMT Camponesa Minas                 | Superliga 2017/2018 - Série A                                   |
| 5                 | AVB Vôlei Bauru                     | Superliga 2017/2018 - Série A                                   |
| 6                 | BSB Terracap/BRB/Brasília Vôlei     | Superliga 2017/2018 - Série A                                   |
| 7                 | FLU Fluminense                      | Superliga 2017/2018 - Série A                                   |
| 8                 | ECP EC Pinheiros                    | Superliga 2017/2018 - Série A                                   |
| 9                 | SCS São Cristóvão Saúde/São Caetano | Superliga 2017/2018 - Série A                                   |
| 10                | RDS Rio do Sul Vôlei                | Superliga 2017/2018 - Série A                                   |
| 11                | SES SESI-SP                         | Série B 2018                                                    |
| 12                | RVC CC Valinhos                     | Série B 2018                                                    |

## Premiações
| Superliga 2016/2017                         |
| Rio de Janeiro                              |
| ------------------------------------------- |
| Rexona-SESC Campeão (12° título Brasileiro) |

### Individuais
O destaques individuais foramː
| MVP                             | Não houve atleta premiada |                             |
| Melhor Ataque                   | Destinee Hooker           | Camponesa Minas             |
| Craque da Galera                | Tandara Caixeta           | Vôlei Nestlé Osasco         |
| Melhor Bloqueio                 | Mara Leão                 | Camponesa Minas             |
| Melhor Saque                    | Tandara Caixeta           | Vôlei Nestlé Osasco         |
| Melhor Recepção/Passe           | Tássia                    | Dentil Praia Clube          |
| Melhor Defesa                   | Brenda Castillo           | Genter/Vôlei Bauru          |
| Melhor Levantador               | Macris                    | Terracap/BRB/Brasília Vôlei |
| MVP da Final (Troféu VivaVôlei) | Drussyla Costa            | Rexona-Sesc                 |
| Maior Pontuadora (430 pontos)   | Tandara Caixeta           | Vôlei Nestlé Osasco         |